# Khỉ đầu chó Kinda
Khỉ đầu chó Kinda (Danh pháp khoa học: Papio cynocephalus kindae) là một phân loài của loài khỉ đầu chó vàng (Papio cynocephalus) hiện được tìm thấy ở vùng rừng Mimbo của các quốc gia châu Phi như Angola, Cộng hòa Dân chủ Congo, Zambia và có thể là ở miền tây Tanzania. Trong khi khỉ đầu chó Kinda thường được coi là phân loài của khỉ đầu chó vàng (Papio cynocephalus), nhiều nghiên cứu cho rằng nó là có sự khác biệt đáng kể đủ để công nhận tình trạng là loài đầy đủ (Papio kindae) theo khái niệm phát sinh loài hiện hành. Tên gọi Kinda được đặt tên theo thị trấn ở miền nam Cộng hòa Dân chủ Congo (DRC), nơi chúng thường được tìm thấy.

## Đặc điểm
Giống như khỉ đầu chó vàng, khỉ đầu chó Kinda về tổng thể lông cũng có màu vàng với những sợi lông vàng sáng và hình dáng lóng lánh. Không giống như khỉ đầu chó màu vàng và tất cả các loài khỉ đầu chó khác, tuy nhiên, nó có đặc điểm bất thường là có kích thước, tầm vóc nhỏ; con đực trưởng thành của phân loài này chỉ có kích thước bằng kích thước của con cái trưởng thành của các loài khỉ đầu chó khác. Khỉ đầu chó Kinda cũng được đặc trưng bởi khuôn mặt ngắn của nó (đặc điểm này liên quan mật thiết đến kích thước nhỏ thó của nó), vòng tròn màu hồng quanh mắt của nó, và những con khỉ non của nó thường được sinh ra với màu trắng thay vì bộ lông tóc đen.
Khỉ đầu chó ở giữa kích thước của khỉ đầu chó Kinda và khỉ đầu chó vàng có mặt ở đông bắc Zambia, và có thể ở phía bắc Malawi và tây nam Tanzania. Một khu vực rộng lớn của sự liên kết đã được thực hiện như là bằng chứng về trao đổi di truyền đáng kể giữa hai phân loài (taxa) này. Khỉ đầu chó Kinda dường như sống với số lượng lớn (có lẽ hơn 100 thành viên), gồm những nhóm đa nam và nhóm đa nữ, tương tự như khỉ đầu chó màu ô liu và khỉ đầu chó vàng. Ít người khác biết về hành vi của nó và những tập tính này có phần giống với các họ hàng chung của nó. 

## Đời sống

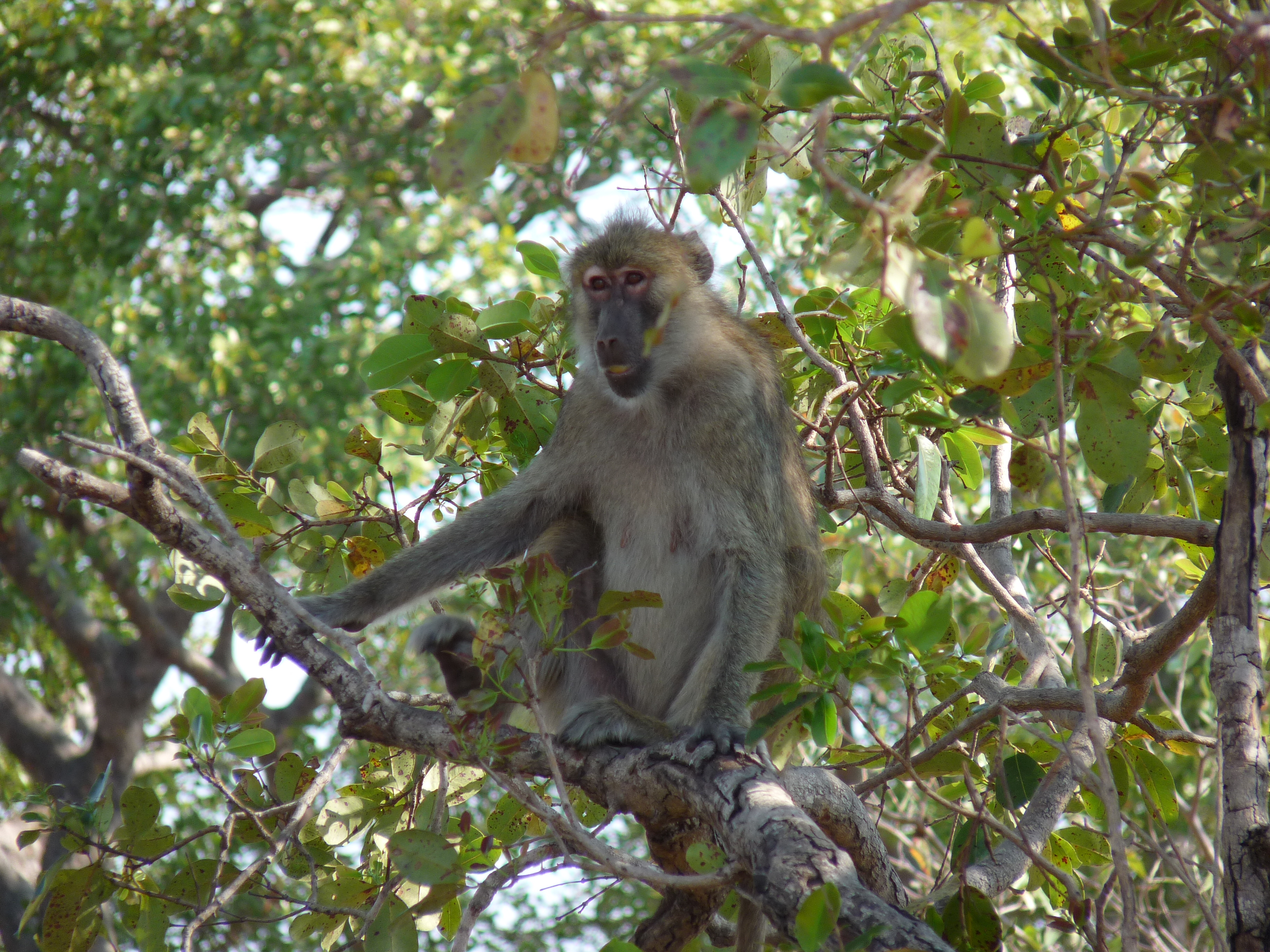
Một con khỉ đầu chó Kinda cái

Việc phân biệt giới tính của chúng cũng khá rõ ràng, con cái sẽ có nhiệm vụ chính là chăm con, trong khi con đực sẽ làm nhiệm vụ canh gác, chiến đấu với các đàn Khỉ đầu chó khác và bảo vệ cả đàn. Trong mỗi đàn khỉ mặt chó, có một con khỉ đực tuổi khá lốn, khoẻ mạnh và giàu kinh nghiệm làm khỉ chúa, tất cả các con khác đều phải phục tùng sự chỉ huy của nó. Khi đi đường, khỉ thông nhất chỉ huy, mấy con khỉ đực lốn tuổi đi đầu hoặc đi sau, bảo vệ an toàn cho cả đàn.
Mặc dù có thể sống trong nhiều môi trường khác nhau như rừng mưa nhiệt đới, rừng cây tán to nhưng chúng được phân bố ở các khu vực bán hoang mạc, thảo nguyên khô hay rừng cây bụi, phần lớn thời gian trong ngày của khỉ đầu chó là ăn, ngủ và di chuyển trên mặt đất. Lối sống của chúng khá quy củ, ban đêm cùng ngủ trong rừng cây, sáng khoảng 7 giờ thì dậy, sau đó cùng nhau đi tìm mồi. Thức ăn của chúng là các loài côn trùng, chim chóc, các loài gặm nhấm thậm chí cả những động vật có vú cỡ nhỏ khác như linh dương, tuy nhiên cũng có thể ăn các loại thực vật trái cây như vỏ cây, rễ cây, các loại ngũ cốc, cỏ vì vậy chúng có thể quấy phá mùa màng của nông dân châu Phi.
Khỉ mặt chó biết dùng đá làm vũ khí, khi gặp kẻ địch, chúng lượm đá trên mặt đất để ném nhưng chúng không lấy đá để tấn công các khỉ khác trong đàn của mình hay đồng loại mình. Thường thì các loài khỉ đầu chó là một trong những loài động vật hung dữ nhất với răng nanh sắc như dao cạo, những đàn khỉ đầu chó là điển hình cho xã hội có giai cấp, do con đực thống trị, cực kỳ hung hăng và chúng vẫn luôn cấu xé lẫn nhau. Đời sống hoang dã của khỉ đầu chó là minh chứng việc căng thẳng ảnh hưởng tiêu cực đến xã hội. Những con đực đánh nhau mọi lúc, tuy vậy cũng có những trường hợp chúng phải chung sống hòa bình khi có những điều kiện khắc nghiệt diễn ra. 

## Sinh sản

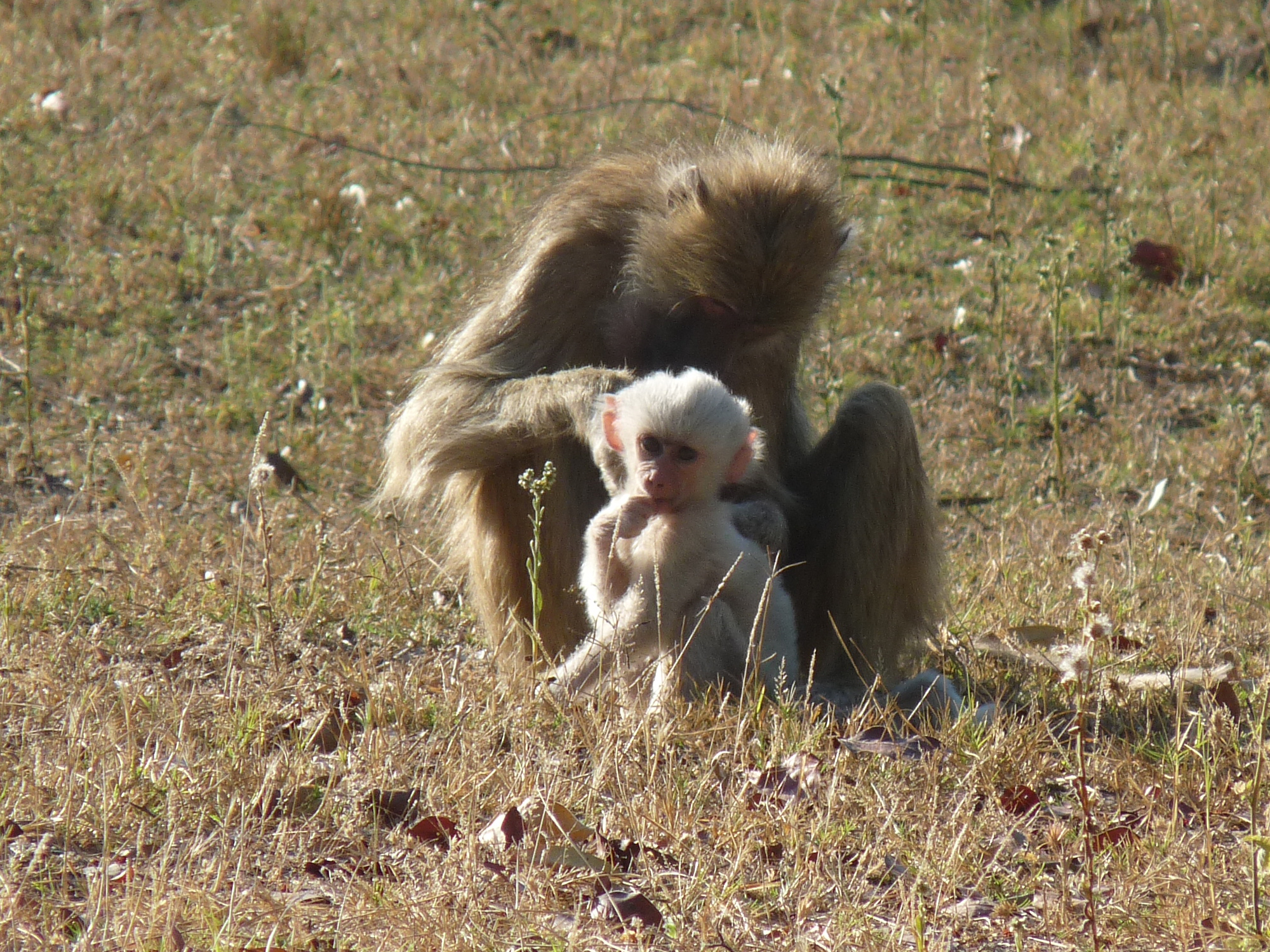
Khỉ đầu chó Kinda mẹ và con

Hành vi giao phối của khỉ đầu chó cũng khác nhau tùy vào phân tầng trong cấu trúc xã hội. Trong mỗi đàn sẽ có quy luật riêng, con đực có thể giao phối với bất kì con cái nào trong đàn, thậm chí con đực có thể giao chiến với nhau để tìm được bạn tình ưng ý. Bên cạnh đó, để thu hút bạn tình, con đực sẽ tới gần con cái, chăm sóc và đưa thức ăn cho chúng. Khi đồng ý giao phối, con cái sẽ quay phần hậu môn sưng đỏ (Sưng tấy tình dục tức là vùng da hậu môn sẽ phồng to và tấy đỏ) để biểu hiện sự chấp thuận.
Trong tự nhiên, khỉ đầu chó cái thường có xu hướng muốn giao phối và mời gọi giao phối với con đực to lớn, khỏe mạnh, thường là con đầu đàn để thế hệ tiếp theo của mình có cơ hội sở hữu gen tốt nhất. Con non sẽ được sinh ra sau 6 tháng mang thai, lúc này chúng có màu đen và nặng khoảng 400 gram. Việc sinh khỉ con là việc vui mừng khiến cả đàn khỉ phấn khích. Những con cái trong đàn sẽ thay phiên nhau làm nhiệm vụ chăm sóc những con non. Một năm sau, Khỉ đầu chó con sẽ cai sữa và không phụ thuộc vào mẹ chúng. Khỉ đầu chó đạt sự trưởng thành về giới tính trong khoảng 2-8 năm tuổi. 